# Geschichte der Ming-Dynastie
Die Geschichte der Ming-Dynastie (chinesisch 明史, Pinyin Míngshǐ, englisch Official History of the Ming Dynasty – „Offizielle Geschichte der Ming-Dynastie“) ist ein chinesisches Geschichtswerk.
Es umfasst 332 Bände (juan) und berichtet die Geschichte der Ming-Dynastie von 1368 bis 1644, die von einer Reihe von Beamten im Auftrag des Hofes der Qing-Dynastie mit Zhang Tingyu (1672–1755) als Hauptherausgeber verfasst wurde. Die unter Kaiser Shunzhi begonnene Zusammenstellung wurde 1739 unter Kaiser Qianlong abgeschlossen, obwohl die meisten Bände unter der Herrschaft von Kaiser Kangxi verfasst wurden.
Eine der Hauptquellen der Ming-Geschichte sind die Ming Shilu ("Wahrhaftige Aufzeichnungen der Ming-Dynastie"), d. h. die Regierungsregister der einzelnen Kaiser, von denen jedes kurz nach dem Tod des jeweiligen Kaisers auf der Grundlage der während seiner Herrschaft angesammelten täglichen Aufzeichnungen zusammengestellt wurde.
Dieses Werk ist in die 24 Dynastiegeschichten, den Annalen der chinesischen Geschichte, eingeordnet.